# Liebherr T282B
O Liebherr T282B é um caminhão de mineração de grande porte produzido pela Liebherr, uma empresa suíça. É considerado um dos caminhões mais avançados e poderosos do mundo, com uma capacidade de transporte de carga de mais de 400 toneladas. O T282B é conhecido por sua eficiência, segurança e tecnologia avançada, incluindo sistemas de monitoramento e automação que permitem aos operadores controlar a máquina de forma precisa e segura. Além disso, o T282B possui design aerodinâmico, o que o torna muito eficiente em termos de consumo de combustível. É amplamente utilizado em minas a céu aberto e subterrâneas em todo o mundo.